# Klemencie Habsburská
Klemencie Habsburská (1262 – po 7. únoru 1293 Neapol) byla manželka neapolského prince Karla Martela a jedna z dcer římského krále Rudolfa I. z prvního manželství s Gertrudou z Hohenbergu. Dante Alighieri ve své Božské komedii Klemencii umístil do Ráje.

## Dynastická svatba
Dynastická svatba Habsburků s Anjouovci mezi Klemencií a Karlem Martelem byla uzavřena po šestiletém zasnoubení roku 1281 ve Vídni. Ženich byl synem neapolského krále Karla II. a Marie Uherské. Dědečkem ženicha z matčiny strany byl uherský král Štěpán V., a proto se roku 1290 Karel Martel stal jedním z uchazečů o uherský královský trůn. Dalšími zájemci byl jeho tchán Rudolf Habsburský a Ondřej, vnuk krále Ondřeje II. kterého podporovala i uherská šlechta. Karel Martel uherský trůn nikdy nezískal.
Klemencie byla o devět let starší než její choť a zemřela v únoru roku 1293 po narození dcery Klemencie. Karel Martel zemřel o dva roky později, jsou pohřbeni společně v katedrále v Neapoli.
Syn Karel I. Robert se stal uherským králem a dcera Klemencie francouzskou královnou, druhou manželkou Ludvíka X.